# Direct Stream Digital

Logo

Direct Stream Digital™ (DSD) es una marca registrada de Sony Corporation y Philips para referirse a la tecnología de registro y reconstrucción de señales de audiofrecuencia empleada principalmente en los soportes de audio digital Super Audio CD (SACD) y caracterizada por:
- El uso de un tipo de codificación conocido como modulación por densidad de impulsos (PDM). La tecnología de codificación empleada por los formatos competidores (CD-Audio y DVD-Audio) se conoce como modulación por impulsos codificados (PCM).
- Hacer uso extensivo de técnicas de modelado de ruido (conocido en inglés como Noise Shaping), que permite reducir el ruido dentro de la banda de audiofrecuencias sacrificando a cambio las ultrasónicas.

Se han publicado trabajos experimentales rigurosos que concluyen que no existen diferencias audibles entre el formato SACD (que emplea la tecnología DSD) y el soporte de audio digital CD pero la capacidad humana para ubicar objetos en el espacio depende en cierta medida de la diferencia en el sonido percibido entre uno y otro oído y la información facilitada por los CDs es insuficiente. Además, el incremento del rango dinámico permite mantener los ruidos a menor volumen  y representar una amplitud más próxima a la real en muchos casos.